# Chrebet Talasskij Alatau
Chrebet Talasskij Alatau (ryska: Хребет Таласский Алатау) är en bergskedja i Kirgizistan, på gränsen till Kazakstan. Den ligger i den västra delen av landet, 230 km väster om huvudstaden Bisjkek.